# Masahiko Imagawa
Masahiko Imagawa (今川正彦, Imagawa Masahiko) fou un buròcrata, urbanista, paisatgista i polític japonés. Va exercir com a 23é alcalde de Kyoto des de l'any 1981 fins al 1989.
Masahiko Imagawa va nàixer a Hōfu, prefectura de Yamaguchi, un 4 de gener de 1911. Cursà els seus estudis primaris a la prefectura d'Okayama i els superiors a la de Yamaguchi; més tard es graduaria a la facultat d'agricultura de la Universitat Imperial de Tòquio. Després de graduar-se començà a treballar al ministeri d'afers interns. Va ser un dels urbanistes al comitè de planificació urbana de Chiba i, abans de la Segona Guerra Mundial, va treballar a la Xina com a expert en planificació urbana a Pequin. Després de la guerra fou repatriat al Japó i l'any 1947 treballà al departament del govern japonés encarregat de la reconstrucció i reparació dels danys de guerra. Després de passar per diversos càrrecs en governs prefecturals relacionats amb la seua professió, l'any 1961 Imagawa va convertir-se en el cap del departament de planificació urbana de l'ajuntament de Kyoto.
Imagawa va morir el 7 de desembre de 1996 per una hemorràgia digestiva a l'edat de 85 anys a un hospital de la ciutat de Hirakata, a la prefectura d'Osaka.

## Distincions
- Orde del Sol Naixent de tercera classe. (1995)